# Heilbronn járás
Heilbronn járás egy járás Baden-Württembergben. Heilbronn járás Enz, Ludwigsburg, Rhein-Neckar, Rems-Murr, Schwäbisch Hall, Hohenlohe, Heilbronn, Neckar-Odenwald és Karlsruhe járásokkal határos. Lakosainak száma 334 388 fő (2015. december 31.).

## Népesség
A járás népessége az elmúlt években az alábbi módon változott:

| 2014 | 324 543 |
| 2015 | 334 388 |